# Brie (Deux-Sèvres)
Brie korábbi község Franciaországban, Deux-Sèvres megyében. Lakosainak száma 167 fő (2018. január 1.). Brie Saint-Laon, Oiron, Saint-Jouin-de-Marnes, Arçay és Moncontour községekkel határos.
2018. január 1-jén három másik korábbi községgel egyesült és az így létrejött Plaine-et-Vallées új község része lett.

## Népesség
A település népességének változása:
| Lakosok száma | 187  | 178  | 184  | 171  | 167  |
|               | 2013 | 2015 | 2016 | 2017 | 2018 |